# محمد بن رحیم
محمد بن رحیم (انگلیسی: Mohamed Ben Rehaiem؛ زادهٔ ۲۰ مارس ۱۹۵۱) بازیکن سابق فوتبال اهل تونس است.
وی عضو تیم ملی فوتبال تونس در جام جهانی فوتبال ۱۹۷۸ بوده است.